# Gooty-Fort

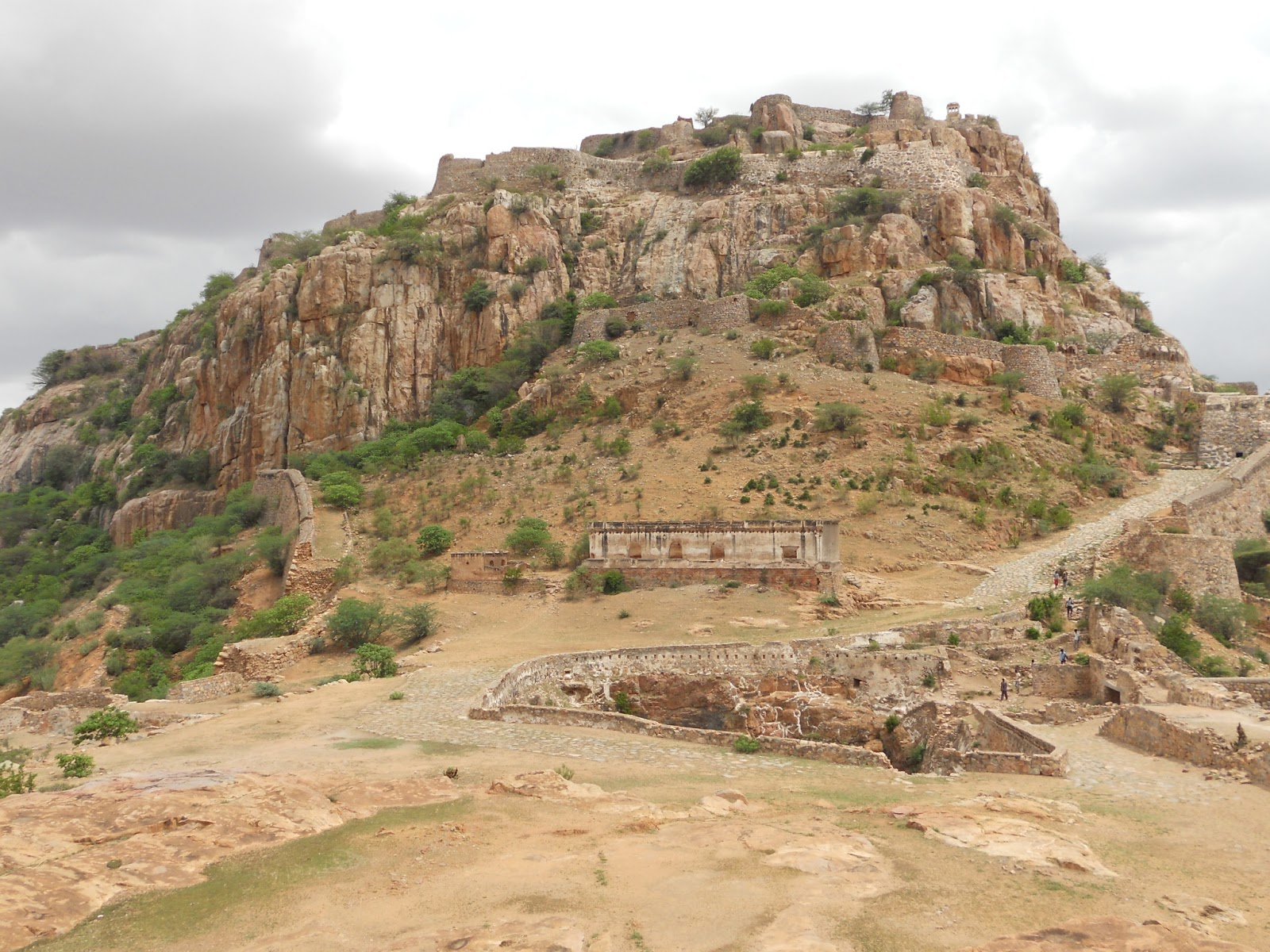
Gooty-Fort

Das Gooty-Fort ist eine historische Festungsanlage (fort) auf mehreren ca. 500 bis 680 m hohen Hügeln ca. 2 km Fußweg südöstlich der Stadt Gooty (ehemals Gowthampuri) im Anantapur-Distrikt im Südwesten des südindischen Bundesstaats Andhra Pradesh.

## Geschichte

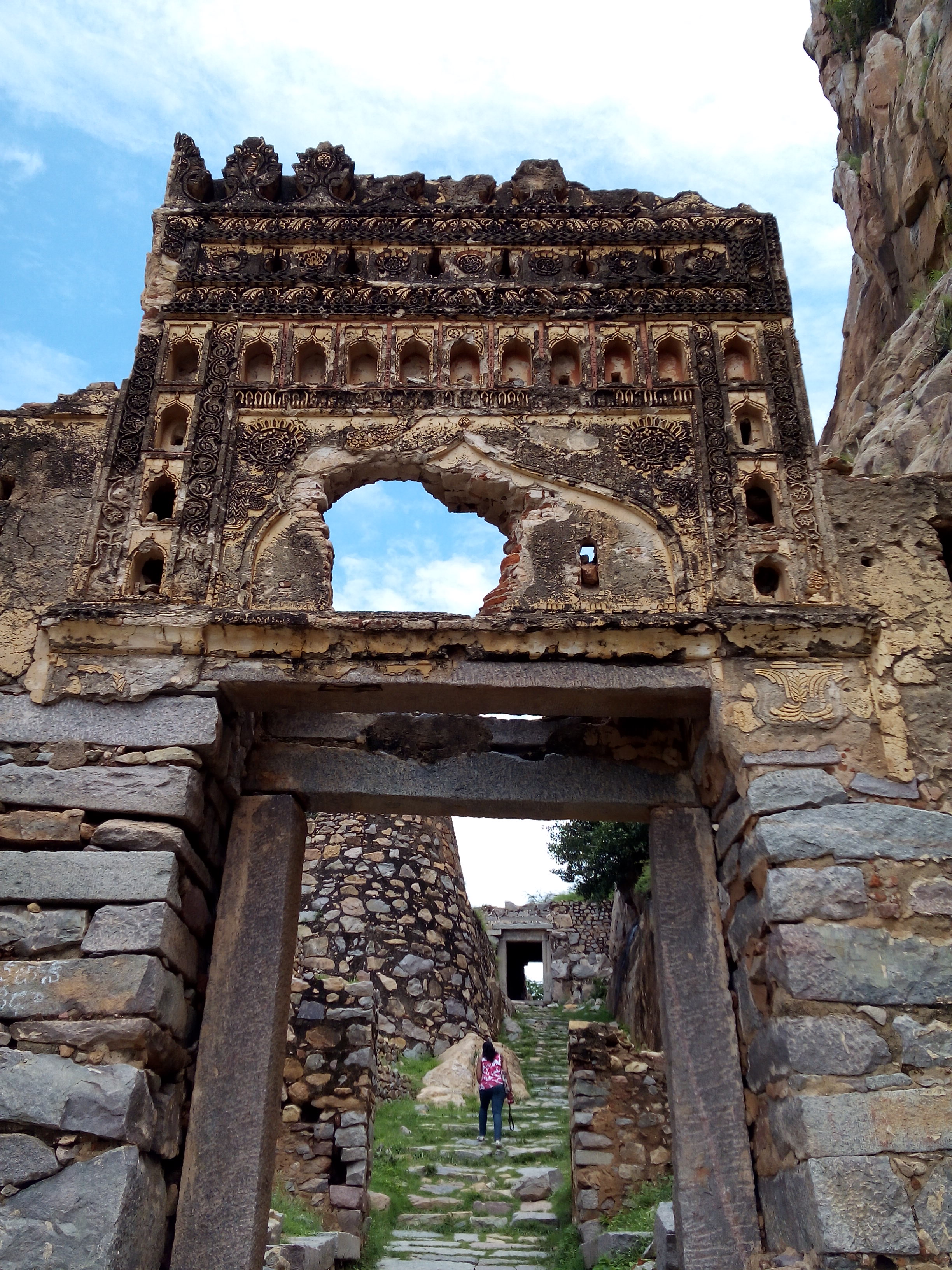
Tore im Gooty-Fort

In der Fortanlage befinden sich acht schlecht erhaltene Inschriften, die auf den Chalukya-Herrscher Vikramaditya VI. (reg. 1076–1126) als Erbauer hinweisen. Im 14. Jahrhundert kam es zum Vijayanagar-Reich, dessen Herrscher Venkata II. es im beginnenden 17. Jahrhundert an das muslimische Qutb-Schāhī-Sultanat verlor. Dieses wurde im Jahr 1687 vom Großmogul Aurangzeb erobert und zu einer Provinz (subah) herabgestuft. Nach dem Ende des Mogulreichs übernahmen die Marathen ab 1746 die Region und besserten die Fortanlage aus. Nach zweimonatiger Belagerung durch Haidar Ali musst sich der Marathen-General Murari Rao ergeben. Um das Jahr 1820 fiel das Fort an die East India Company der Briten, deren Gouverneur über die Präsidentschaft Madras, Thomas Munro, anfänglich zu Füßen des Forts begraben lag.

## Architektur
Deutlich erkennbar sind drei dem vorgegebenen Felsen folgende Mauerringe mit halbrunden Türmen um die eigentliche Zitadelle auf der Spitze des höchsten Felsens. Zu dessen Füßen befindet sich ein relativ gut erhaltener Gebäudekomplex mit Pulvermagazin und Getreidespeicher. Die Wasserversorgung erfolgte über insgesamt 108 Brunnen. Die Engländer nutzten das Fort auch als Gefängnis.